# Curupaytí Club de Rugby
Curupaytí es un club de rugby de la localidad de Hurlingham, provincia de Buenos Aires, Argentina. El equipo juega actualmente en la Primera División A, de la Unión de Rugby de Buenos Aires. El club es conocido popularmente con el apodo de "Curupa".

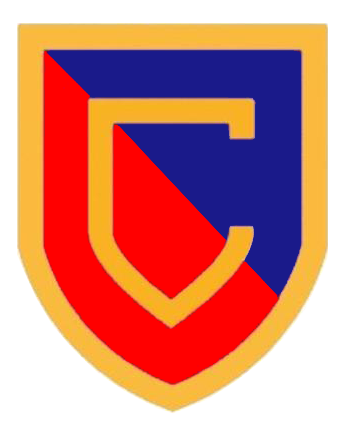
Escudo del Club Curupaytí

### Historia
La idea de formar un club dedicado exclusivamente a la práctica de la unión de rugby se originó en 1924, después de que el equipo de GEBA llegó a jugar un partido que tuvo que posponerse debido a una competencia hípica que se estaba celebrando en el campo de rugby.
Luego de celebrarse algunos encuentros, doce exjugadores de GEBA fundaron Curupaytí el 30 de julio de 1924. El nombre fue elegido en honor al Asalto de Curupaytí , un ataque de las tropas argentinas sobre el fuerte paraguayo de Curupaytí, durante la Guerra del Paraguay (también llamada "Guerra de la Triple Alianza").
Su clásico rival de la localidad de Hurlingham es el club Hurling, pero también con Los Matreros, con Mariano Moreno, clubes de rugby de la zona oeste del Gran Buenos Aires.

### El club
La secretaría y los campos de juego se encuentran en la calle Acassuso 2450, Hurlingham (1686), Buenos Aires.
Colores: Camiseta azul marino y rojo sangre a franjas horizontales. Pantalón blanco. Medias azul marino y rojo sangre a franjas horizontales. Vestimenta Alternativa: Camiseta blanca con vivos rojos y azules. Pantalón blanco. Medias azul marino y rojo sangre a franjas horizontales.